# Transcend Information
Transcend Information, Inc. (tiếng Trung: 創見資訊股份有限公司; bính âm: Chuàngjiàn Zīxùn Gǔfèn Yǒuxiàn Gōngsī) là một công ty Đài Loan có trụ sở ở Đài Bắc, Đài Loan chuyên sản xuất và phân phối các thiết bị lưu trữ. Transcend có hơn 2,000 sản phẩm ở các mảng RAM, thẻ nhớ, ổ đĩa USB, ổ cứng gắn ngoài, các thiết bị đa phương tiện, SSD, camera hành trình, thân máy ảnh, giải pháp lưu trữ đám mây cá nhân, đầu đọc thẻ và các loại phụ kiện khác.
Transcend có văn phòng đặt tại các quốc gia Hoa Kỳ, Đức, Hà Lan, Vương quốc Anh, Nhật Bản, Hong Kong, Trung Quốc và Nam Triều Tiên. Transcend là công ty đầu tiên sản xuất bộ nhớ đạt chứng nhận ISO 9001.